# سله‌آ لویس
سله‌آ لویس (به انگلیسی: Clea Lewis) (زاده ۱۹ ژوئیهٔ ۱۹۶۵) بازیگر آمریکایی است.
از فیلم‌های معروف او می‌توان به قهرمان، زندگی تبهکاری و همسر مرد ثروتمند اشاره کرد.